# Кјуза Нуова (Пезаро и Урбино)
Кјуза Нуова је насеље у Италији у округу Пезаро и Урбино, региону Марке.
Према процени из 2011. у насељу је живело 82 становника. Насеље се налази на надморској висини од 43 м.